# 于翼
于 翼（う よく、生年不詳 - 583年）は、西魏から隋にかけての軍人、政治家。字は文若。本貫は河南郡洛陽県。

## 経歴
于謹の子として生まれた。11歳のとき、宇文泰の娘の平原公主を妻に迎え、員外散騎常侍となり、安平県公に封じられた。550年（大統16年）、爵位は郡公に進み、大都督の位を受け、宇文泰の幕下で側近をつとめ、禁中で宿衛した。鎮南将軍・金紫光禄大夫・散騎常侍・武衛将軍に転じた。554年（恭帝元年）、于謹が江陵を平定すると、獲得した軍資を諸子に分配したが、于翼はひとり取らなかった。宇文泰がこのことを聞くと、特別に奴婢200口を与えたが、于翼は固辞して受け取らなかった。まもなく車騎大将軍・儀同三司の位を受け、侍中・驃騎大将軍・開府儀同三司の位を加えられた。556年（恭帝3年）、六官が建てられると、于翼は左宮伯の位を受けた。
557年、北周が建国されると、于翼は渭州刺史として出向した。兄の于寔が先に渭州に赴任して善政で知られていたが、于翼もまた信義を守り、寛容で簡素な統治を布いたので、兄弟は大小馮君（漢の馮野王・馮立兄弟）に喩えられて讃えられた。ときに吐谷渾が河西回廊に侵入し、涼州・鄯州・河州がみな包囲されたため、使者がやってきて急を告げた。都督秦州諸軍事が于翼に援軍に赴くよう命じたが、于翼は従わなかった。部下がいさめると、于翼は侵攻が略奪を目的としていて、州城の包囲は長続きしないと述べた。数日後に知らせが届くと、于翼の予見どおり吐谷渾は撤退していた。559年、賀蘭祥が吐谷渾を討つと、于翼は州兵を率いて先鋒として奥地に入った。帰還すると、右宮伯の位を受けた。
明帝は文学の士を愛好して、麟趾学を設立し、学問や文才のある者を貴賤問わずに登用して、その講義を聴いた。蕭撝や王褒らのような南朝出身の人物も同じく学士とした。于翼が北朝貴族の身分秩序を乱すことに反対したため、明帝も于翼の意見を容れて、かれらの序列に差をつけた。
560年（武成2年）、明帝が死去すると、于翼は宇文護とともに遺詔を受け、武帝を擁立した。561年（保定元年）、軍司馬に転じた。563年（保定3年）、常山郡公に改封された。566年（天和元年）、司会中大夫に転じた。568年（天和3年）、阿史那皇后が突厥からやってくると、武帝は自ら迎えに出たが、このときの儀礼制度を于翼につかさどらせた。父の于謹が死去したため、于翼は辞職して喪に服したが、礼の規定を超えて哀毀した。ほどなく武帝の命により、無官のまま職務に復帰した。武帝は于翼を人倫の鑑であるとして、皇太子や諸王らの相傅以下の属官の選出を于翼に委ねた。于翼は大将軍に転じ、総中外宿衛兵事をつとめた。
宇文護は武帝が于翼を腹心として信任していたため、嫌悪をつのらせていた。于翼は小司徒に転じ、柱国の位を加えられたが、これは宇文護が外面で尊重したふりをして、実際には于翼を排斥した人事であった。572年（建徳元年）、宇文護が殺害されると、武帝は于翼を召し出して、宇文護の子の中山公宇文訓の代わりに、蒲州刺史として河東に赴任させようとした。于翼は諸王の任を異姓に変えるのは宜しくないとして辞退したため、武帝はこれを聞き入れて越王宇文盛を蒲州刺史とした。
573年（建徳2年）、于翼は安随等六州五防諸軍事・安州総管として出向した。ときに大旱害があり、溳水の流れも絶えるほどであった。旧俗では陽気が亢進すると白兆山で降雨を祈るしきたりであったが、武帝が先に諸祭祀を禁じ、山廟はすでに除去されていた。于翼が主簿を派遣してこれを祭ると、その日のうちに雨が降り、この年は豊年となった。民衆はこのことに感心して、歌舞の会を開き、于翼の徳を讃えた。
575年（建徳4年）、武帝が北斉攻撃の計画を立て、朝臣たちにも秘密にしていたが、納言の盧韞らを前後3回にわたって安州に派遣して于翼と相談したところ、于翼も出兵計画に賛成した。東征が開始されると、于翼は荊・楚の兵2万を率いて、宛・葉から襄城に赴き、10日ほどで北斉の19城を下した。このとき部下の都督で民村に入った者があれば斬に処した。武帝が病にかかったため、東征の軍は帰還し、于翼も安州に戻った。
576年（建徳5年）、陝熊等七州十六防諸軍事・宜陽総管に転じた。于翼は陝への移鎮を希望し、武帝に容れられて、総管のまま陝州刺史に任じられた。この年再び武帝が東征の軍を起こすと、于翼は陝から九曲に入り、造澗などの諸城を攻め落とし、洛陽に達した。北斉の洛州刺史の独孤永業が開門して降伏すると、河南の9州30鎮が一時のうちに北周に下った。ほどなく于翼は洛懐等九州諸軍事・河陽総管に任じられた。
まもなく豫州総管に転じ、河陽・襄州・安州・荊州の総管内で軍才のある者を徴用する権限を任された。儀同以下の官爵は于翼の承制により先に授与して後で奏聞すればよいとされた。陳の将軍の魯天念が長らく光州を包囲していたが、于翼が汝南にやってきたと聞くと、撤退した。霍州の少数民族の首長である田元顕は、于翼に人質を送って帰順した。陳の将軍の任蛮奴が田元顕を攻撃すると、田元顕は柵を立てて抗戦した。しかし于翼が長安に召還されると、田元顕は離反した。
579年（大象元年）、長安に召還されて大司徒に任じられた。于翼は勅命を受けて長城を巡察し、鄣に亭を立てた。西は雁門から東は碣石にいたるまで、古い長城を新しく作りかえ、要害化させた。そのまま幽定七州六鎮諸軍事・幽州総管に任じられた。
580年（大象2年）、尉遅迥が相州で挙兵すると、信書で于翼を招聘してきた。于翼はその使者を捕らえて、信書とともに楊堅のもとに送った。于翼の位は上柱国に進み、任国公に封じられた。于翼は子の于讓を派遣して楊堅に帝位につくよう求める勧進をおこなった。
581年（開皇元年）、隋が建国されると、于翼は太尉となった。幽州で反乱を起こそうとしていると告発されたため、文帝（楊堅）が調べさせたが、その事実はなく、もとの位に戻された。583年（開皇3年）5月、死去した。本官に加えて、蒲晋懐絳邵汾六州諸軍事・蒲州刺史の位を追贈された。諡は穆といった。

## 子女
- 于璽（上大将軍・軍司馬・黎陽郡公）
- 于詮（上儀同三司・吏部下大夫・常山公）
- 于譲（儀同三司）

## 伝記資料
- 『周書』巻30 列伝第22
- 『北史』巻23 列伝第11